# Gerald Kersh
Œuvres principales
- Les Forbans de la nuit

Gerald Kersh, né le 26 août 1911 à Teddington en Angleterre et mort le 5 novembre 1968 à Middletown aux États-Unis, est un écrivain américain de littérature policière.

## Biographie
À l'âge de 2 ans, il est déclaré mort d'une congestion pulmonaire. À 8 ans il écrit sa première histoire. Il fait ses études à la Regent Street Polytechnic, mais ne les termine pas.
Il publie son premier roman, Jews without Jehovah, en 1934. Mais ce récit autobiographique d’une famille juive est retiré de la vente sous la menace d’un procès en diffamation par des membres de sa famille s’étant reconnus dans les personnages.
Son premier succès survient avec la publication en 1938 de Night and the City, histoire de l’ascension et de la déchéance d’Harry Fabian, petit proxénète londonien. Ce roman, publié une première fois en France en 1954 reparaît en 1959 dans une nouvelle traduction française, fera l’objet de deux adaptations cinématographiques.
Durant la Seconde Guerre mondiale, il rejoint les Coldstream Guards, mais est réformé après une blessure en 1941. Il finit la guerre comme scénariste au ministère de l’information et correspondant de guerre pour The People. Il écrit The Dead Look On en mémoire de la ville de Lidice, lieu d’un massacre perpétré par les nazis le 10 juin 1942. Après la guerre, il part aux États-Unis où il obtient sa naturalisation en 1959.
En 1945, il crée le personnage de Kamersin, escroc professionnel qui apparaît dans une douzaine de nouvelles.
Il continue d’écrire des romans mais est réputé pour l’écriture de ses nouvelles dans les genres policier, horreur, science-fiction ou fantasy. The Secret of the Bottle, publié initialement dans The Saturday Evening Post, obtient en 1958 prix Edgar-Allan-Poe de la meilleure nouvelle.
En 1968, Harlan Ellison publie un recueil de nouvelle intitulé Nightshade and Damnations: the finest stories of Gerald Kersh. En 1989, Harlan Ellison écrit que Gerald Kersh a un talent « immense et fascinant ».

## Œuvre

### Romans
- Jews without Jehovah (1934)
- Men Are So Ardent (1935)
- Night and the City (1938) Publié en français sous le titre Les Forbans de la nuit, Paris, Denoël, 1954 ; réédition, Paris, Gallimard, Série noire no 480, 1959 [1993] ; réédition, Paris, Gallimard, Carré noir no 84, 1972
- The Nine Lives of Bill Nelson (1942)
- Brain and Ten Fingers (1943)
- The Dead Look On (1943) Publié en français sous le titre Les morts nous regardent, Paris, Heineman & Zsolnay, 1945
- Faces in a Dusty Picture (1944)
- The Weak and the Strong (1945)
- An Ape, a Dog and a Serpent (1945)
- Sergeant Nelson of the Guards (1945)
- The Song of the Flea (1948)
- The Thousand Deaths of Mr Small (1951)
- Prelude to a Certain Midnight (1953)
- Fowler's End (1958)
- The Implacable Hunter (1961) Publié en français sous le titre Paul, pourquoi me persécutes-tu ?, Paris, Robert Laffont, 1963
- A Long Cool Day in Hell (1966)
- The Angel and the Cuckoo (1966)
- Brock (1969)

### Nouvelles de la sérieKarmesin
Ordre de parution française
- Les Métamorphoses de Kamersin, (The Adventures of Kamersin, 1947)
  - Mystère magazine no 24, janvier 1950
- Le Voleur qui fit le mort, (The Thief who Played Daed, 1954)
  - Mystère magazine no 156, janvier 1961
- Karmesin et les joyaux de la couronne, (Karmesin and the Crown Jewels, 1954)
  - Mystère magazine no 164, septembre 1961
- Karmesin et le faux Gauguin, (A Deal in Overcoats, 1960)
  - Mystère magazine no 179, décembre 1962
  - réédité dans Tableaux rouges, collection La Bibliothèque criminelle, Éditions Julliard, 1990
- Les Loups entre eux, (Honor among Thieves, 1964)
  - Mystère magazine no 223, août 1966
  - réédité sous le titre L'Honneur du milieu, L’Anthologie du mystère no 15, 1972
- Karmesin faussaire... et philanthrope, (Karmesin and the Hamlet Promptbook, 1962)
  - Mystère magazine no 233, juin 1967
- Kamersin et la formule de Trismagistus, (Kamersin and the Trismagistus Formula, 1969)
  - Mystère magazine no 258, août 1969
- L'Intermédiaire, (Karmesin the Fixer, 1969)
  - Mystère magazine no 281, juillet 1971

### Autres nouvelles
Ordre de parution française
- L'Aiguille à tapisserie, (Open Verdict, 1953)
  - Mystère magazine no 166, novembre 1961
  - réédité dans Les Meilleures Histoires de chambres closes, collection Détour, Éditions Minerve, 1985
- L'Homme qu'on ne pouvait tuer, (The Unkillable Man, 1946)
  - Mystère magazine no 181, février 1963
- La Descente de lit persane, (The Persian Bedspread)
  - Mystère magazine no 198, juillet 1964
- Voulez-vous acheter un Chat ?, (Want to Buy a Cat ?)
  - Mystère magazine no 217, février 1966
- Deux nouveaux contes de Bo Raymond, (Two Tales of Bo Raymond, 1965)
  - Mystère magazine no 224, septembre 1966
- Le Secret de la bouteille, (The Secret of the Bottle, 1957)
  - Histoires à faire peur, Le Livre de poche no 2203, 1967
- Le Temps est une illusion, (Time is the Illusion, 1962)
  - Mystère magazine no 246, juillet 1968
- Un Cas sur un million, (One Case in a Million)
  - Mystère magazine no 268, juin 1970
- La Cicatrice, (The Scar)
  - Mystère magazine no 272, octobre 1970
- La Fièvre du jeu, (Gamblibg Fever)
  - Mystère magazine no 279, mai 1971
- Vous me suivez ?, (Do you Follow me ?)
  - Mystère magazine no 316, juin 1974
- Qu’est-il arrivé au caporal Cuckoo ?, (Whatever Happened to Corporal Cuckoo ?, 1955)
  - Histoires de pouvoirs Le Livre de poche no 3770, 1975
- Les Lieux du crime, (The Scene of the Crime)
  - Polar no 2, mai 1979
- La Rivière aux trésors, (River of Riches, 1958)
  - Histoires à déconseiller aux grands nerveux, Pocket no 1818, 1981

## Filmographie
- 1943 : Nine Men, adaptation de la nouvelle Umpity Poo, réalisé par Harry Watt
- 1945 : La Vraie Gloire réalisé par Carol Reed
- 1950 : Les Forbans de la nuit, adaptation de Night and the City, réalisé par Jules Dassin
- 2 épisodes de la série télévisée Lights Out réalisés par Kingman T. Moore en 1949 et 1950
- 1960 : Scent of Mystery réalisé par Jack Cardiff
- 1992 : La Loi de la nuit adaptation de Night and the City, réalisé par Irwin Winkler